# アリツ・エルストンド
アリツ・エルストンド・イリバリア（Aritz Elustondo Irribarria  ,  1994年3月28日 - ）は、スペイン・バスク州ギプスコア県サン・セバスティアン出身のプロサッカー選手。プリメーラ・ディビシオンのレアル・ソシエダに所属している。ポジションはDF。

## 来歴
地元のレアル・ソシエダのカンテラに入団し、2012年7月にBチームに昇格。同時にテルセーラ・ディビシオン所属のSDベアサインへのローン移籍に合意し、プロデビュー。2012-13シーズン終了後に正式にBチームに加入。2014年1月31日にソシエダと2016年までの契約に合意した。
2014-15シーズンにトップチームに昇格。2015年1月14日のコパ・デル・レイのビジャレアルCF戦で、トップチームデビュー。3日後のリーグ戦のラーヨ・バジェカーノ戦で、プリメーラ・ディビシオン初出場。更に31日のレアル・マドリード戦で、リーガ初ゴールまで決めた。
2016年1月3日、ソシエダと2020年までの契約を締結した。